# ذا باثلس
ذا باثلس (بالإنجليزية: The Pathless)‏ هي لعبة فيديو من نوع أكشن-مغامرات من تطوير شركة جاينت سكواد ومن نشر أنابورنا إنتراكتيف، صدرت اللعبة في 12 نوفمبر 2020 لمنصة مايكروسوفت ويندوز، بلاي ستيشن 4، بلاي ستيشن 5 وآي أو إس، تدعم اللعبة 14 لغة، ومن بينها العربية.